# Takkratertje
Het takkratertje (Schizoxylon compositum) is een schimmel behorend tot de familie Stictidaceae. Hij leeft saprotroof op dood loofhout.

## Verspreiding
In Nederland komt het takratertje uiterst zeldzaam voor. 